# John Kuprionis
John Kuprionis (lit. Jonas Kuprionis; * 3. August 1901 in Kiaušai, Wolost Anykščiai; † 8. Juli 1982 in Van Nuys, Kalifornien) war ein litauischer Forstwissenschaftler.

## Leben
1928 absolvierte Kuprionis das Studium an der Lietuvos žemės ūkio akademija. Von 1929 bis 1931 arbeitete er bei Miškų departamentas in Kaunas. 1929 gründete Kuprionis die Lietuvos miškininkų sąjunga mit. Von 1929 bis 1940 war er Redakteur des forstlichen Zeitschrift Mūsų girios und Mitarbeiter der Zeitung Lietuvos aidas. Von 1931 bis 1934 errichtete Kuprionis den Park Panemunė in der Rajongemeinde Kaunas. Von 1934 bis 1936 war er Oberförster der Dzūkija-Wälder in Alytus.   Von 1940 bis 1941 lehrte Kuprionis an der Žemės ūkio akademija und  von 1941 bis 1944 als Dozent an der Vilniaus universitetas. Dort leitete er den Lehrstuhl für Forstwissenschaft. Im Juni 1941 leitete Kuprionis das Volkskommissariat für Forstwirtschaft von Sowjetlitauen in Vilnius. 1943 arbeitete er als Oberförster der Oberförsterei Utena in Anykščiai.
1944 floh er nach  Österreich und danach lebte in Deutschland, ab 1946 in USA. 1950 absolvierte er das Masterstudium der Forstwissenschaft an der  University of Michigan. Von 1951 bis 1952 leitete er die Baumschule in Texas. Von 1952 bis 1970 lehrte er als Professor am Louisiana Polytechnic Institute in Ruston. Dort errichtete er das Kabinett  der Forstwissenschaft (jetzt Forestry Department), eine Baumschule und das Louisiana Tech Arboretum.

## Bibliographie
- Louisiana Tech Arboretum. Its history and development. 1970 by John Kuprionis.